# Catherine Fath
Pour les articles homonymes, voir Fath.
Catherine Fath, née Simone Bouchet à Paris, est une actrice française.

## Filmographie
- 1950 : Sans tambour ni trompette de Roger Blanc
- 1950 : Méfiez-vous des blondes d'André Hunebelle
- 1951 : Clara de Montargis d'Henri Decoin
- 1952 : L'amour n'est pas un péché de Claude Cariven
- 1956 : Voici le temps des assassins de Julien Duvivier - Une dineuse
- 1957 : L'Homme à l'imperméable de Julien Duvivier - Une fille